# Mammillaria lenta
Mammillaria lenta — кактус из рода Маммиллярия.

## Описание
Стебель шаровидный, с возрастом коротко-цилиндрический, до 5 см в диаметре, 1—2 см высотой, светло-зелёный. Сосочки конические. Аксиллы с ворсом и, иногда, щетинками.
Радиальных колючек 30—40, расположенных в несколько рядов, до 0,5 см длиной, белые, иногда желтоватые. Центральных колючек нет.
Цветки до 2 см длиной и 2,5 см в диаметре, беловато-розовые или беловато-кремовые. Плоды красные.

## Распространение
Эндемик мексиканского штата Коауила.